# Mavrokordatos

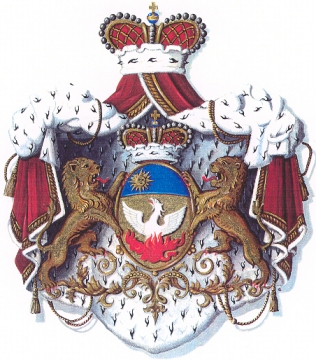
Wappen der Fürsten Mavrokordatos

Mavrokordato(s) (griechisch Μαυροκορδάτος), nach anderen Transkriptionsregeln auch Maurokordatos oder Mavrocordat, häufig auch mit stimmhaftem Velar transkribiert Mavrogordato(s) oder Maurogordato, ist der Name eines alteingesessenen Adelsgeschlechts auf der Insel Chios und insbesondere einer auf den aus Chios stammenden Kaufmann Nikolaos Mavrokordatos (Νικόλαος Μαυροκορδάτος; 17. Jahrhundert) zurückgehenden phanariotischen Familie. Ursprünglich stammt die Familie aus Kefalonia.
Alexandros Mavrokordatos (1641–1709), zunächst Arzt, dann Dolmetscher in Konstantinopel, vermittelte als Großlogothet zwischen dem Patriarchat und der osmanischen Regierung. Im Auftrag des Sultans war er maßgeblich an der Ausgestaltung des Friedens von Karlowitz beteiligt, den er 1699 für die osmanische Seite unterzeichnete, wofür ihn Kaiser Leopold I. in den Reichsgrafenstand erhob. Sein Sohn Nikolaos Mavrokordatos (1670–1730) wurde ab 1709 durch die Bojaren zum (von der Hohen Pforte abhängigen) Fürsten der Moldau und der Walachei gewählt. Diese Ämter übten zeitweise auch seine Söhne Konstantinos und Ioannis aus. Constantins Großneffe, Prinz Alexandros (1791–1865), wurde nach der Unabhängigkeit Griechenlands 1822 zum ersten Ministerpräsidenten gewählt und übte dieses Amt, sowie das des Außen- und Finanzministers mehrmals aus. 1875 wurden die Mavrocordatoi vom russischen Zaren Alexander II. als Fürsten in den russischen Adel aufgenommen.

## Namensträger Mavrokordatos
Bekannte Namensträger der phanariotischen Familie in der Namensform Mavrokordatos sind:
- Alexandros Mavrokordatos (Dragoman) Ἀλέξανδρος Μαυροκορδάτος, auch: Alexandru Mavrocordat (1641–1709), Dragoman des Sultans Mehmed IV. während des Großen Türkenkriegs
- Nikolaos Mavrokordatos Νικόλαος Μαυροκορδάτος, auch: Nicolae Mavrocordat (1680–1730), Sohn des Dragomanen Alexandros Mavrokordatos und erster phanariotischer Gospodar der Donaufürstentümer
- Konstantinos Mavrokordatos Κωνσταντῖνος Μαυροκορδάτος, auch: Constantin Mavrocordat (1711–1769), Sohn des Dragomanen Alexandros Mavrokordatos und Gospodar der Wallachei und Moldawiens
- Ioannis Mavrokordatos Ἰωάννης Μαυροκορδάτος, auch: Ioan Mavrocordat (18. Jahrhundert), Kaymakam von Moldawien, Prinz der Wallachei und Finanzier der Philokalie
- Alexandros Mavrokordatos (Ministerpräsident) Ἀλέξανδρος Μαυροκορδάτος (1791–1865), Enkel von Konstantinos Mavrokordatos’ Halbbruder und griechischer Politiker und mehrmaliger Ministerpräsident